# HD 169370
HD 169370，又名BD-07 4598，SAO 142288、HR 6892，是一颗恒星，视星等为6.31，位于銀經23.58，銀緯2.67，其B1900.0坐标为赤經18h 19m 17.2s，赤緯-7° 2.67′ 43″。